# Aida Toledo
Aida Toledo (Ciudad de Guatemala, Guatemala, 1952) es una poetisa, educadora, narradora y profesora de literatura guatemalteca.

## Biografía
Se graduó como profesora en la Universidad de San Carlos de Guatemala en 1985 y como licenciada en literatura en la misma universidad cuatro años más tarde. Luego asistió a la Universidad de Pittsburgh, donde obtuvo tanto una maestría (1997) y un doctorado (2001) en la literatura y cultura latinoamericana. 
Su trayectoria académica incluye la investigación y la docencia en universidades de Estados Unidos, México y Guatemala.
Su crítico trabajo ha abarcado la literatura, las artes y la cultura latinoamericana, con especial interés en los estudios de género y la escritura femenina.
Aida Toledo está casada con Enrique Noriega (nacido en 1949), otro galardonado poeta de Guatemala.

## Obras
Las publicaciones de Toledo incluyen artículos académicos, colecciones de poesía y ficción:
Trabajos académicos
- 1999: En la mansa oscuridad blanca de la cumbre, ensayos sobre la obra de Miguel Ángel Asturias
- 2001: Vocación de herejes, reflexiones sobre la literatura contemporánea de Guatemala
- 2004: Desde la zona abierta, artículos críticos sobre las obras de Ana María Rodas
- 2008: Otra vez Gómez Carrillo

Colecciones de poesía
- 1990: Brutal batalla de silencios
- 1994: Realidad más extraña que el sueño. Con el cual ganó en 1992 el 15th Central American Permanent Contest
- 1997: Cuando Pittsburgh no cesa de ser Pittsburgh
- 1998: Bondades de la cibernética
- 2006: Con la lengua pegada al paladar (Quetzaltenango Hispanic-American award in 2003)
- 2010: Un hoy que parece estatua

Historias cortas
- 2001: Pezóculos (un título inventado que combina "pezón", y "monóculos")

## Premios
Toledo ha recibido varios premios literarios, incluyendo el primer lugar en la versión número 66 de la Competencia de Literatura Hispanoamericana en Quetzaltenango con su colección de poesía Con la lengua pegada al paladar.